# Липопротеин-ассоциированная фосфолипаза А2
Липопротеин-ассоциированная фосфолипаза А2 (Лп-ФЛА2), также известная как ацетилгидролаза фактора активации тромбоцитов, является ферментом Фосфолипазы А2, которая у человека кодируется геном PLA2G7. Лп-ФЛА2 - это белок с молекулярной массой 45кДа, состоящий из 441 аминокислоты. 

## Функции
В крови Лп-ФЛА2 транспортируется в основном ассоциировано с липопротеинами низкой плотности (ЛПНП). Менее 20 % связано с липопротеинами высокой плотности (ЛПВП). Фермент вырабатывается при воспалительных реакциях в клетках и гидролизует окисленные фосфолипиды в ЛПНП. Лп-ФЛА2 активирует ацетилгидролазы (КФ 3.1.1.47) фактора активации тромбоцитов (ФАТ), выделяется фермент, который катализирует деградацию ФАТ в неактивные продукты гидролиза ацетилгруппы в положении sn-2, производство биологически неактивных продуктов лизо-ФАТ и ацетата.
PLA2G7 играет решающую физиологическую роль в дифференцировке гладкомышечных клеток из стволовых клеток. Регулирует этот процесс ядерный фактор Nrf3, который регулирует экспрессию гена PLA2G7 связываясь с промоторными областями гена PLA2G7. Являясь геном медиаторавоспалительного старения, PLA2G7 может быть ценной мишенью для коррекции иммунометаболической дисфункции. В частности, при диете с ограничением калорийности снижается экспрессия PLA2G7, что, в свою очередь, приводит к снижению количества циркулирующих факторов воспаления TNF-α и IL-1β, а также понижению активности инфламасомы NLRP3.

## Клиническое значение
Лп-ФЛА2 участвует в развитии атеросклероза. В атеросклеротических бляшках человека есть 2 основных источника Лп-ФЛА2: те, которые находятся в интиме и связаны с ЛПВП, и то, что синтезируется заново бляшкой в воспалительных клетках (макрофаги, Т-клетки, тучные клетки). Он используется в качестве маркера для сердечных заболеваний.
Метаанализ с участием в общей сложности 79 036 участников в 32 перспективных исследованиях показал, что содержание Лп-ФЛА2 положительно коррелирует с повышенным риском развития ишемической болезни сердца и инсульта. В сочетании с высокодифференцированным C-реактивным белком (hsСРБ) уровень Лп-ФЛА2 указывает на повышенный риск развития сердечно-сосудистых заболеваний (ишемической болезни сердца), ишемического инсульта.